# Henry Weyland
Henry John Weyland (Joplin, 9 settembre 1873 – St. Louis, 11 novembre 1950) è stato un ginnasta e multiplista statunitense.

## Carriera
Weyland partecipò ai Giochi olimpici di Saint Louis 1904 nelle gare di triathlon e ginnastica. Giunse quarto nel concorso a squadre, novantunesimo nel concorso generale individuale, ottantacinquesimo nel triathlon e ottantaseiesimo nel concorso a tre eventi.